# Anergia
Anergia – brak reaktywności organizmu na bodźce pochodzące ze środowiska, przejaw braku odporności immunologicznej. Jej najczęstszymi przyczynami są: znaczne osłabienie i upośledzenie zdolności życiowych organizmu, długotrwałe choroby, zjadliwe mikroorganizmy chorobotwórcze, promieniowanie jonizujące oraz leki immunosupresyjne (np. kortykosteroidy). Czasami stan ten jest wywoływany celowo (np. podczas przeszczepów lub alergii), jest też elementem braku odpowiedzi immunologicznej na swoje tkanki.

## Anergia limfocytów
Anergia wynikająca z niezdolności klonów limfocytów T lub B do reakcji na antygen jest przede wszystkim mechanizmem tolerancji wobec antygenów pochodzących z tego samego organizmu (czyli własnych białek). Długotrwałą anergię można wywołać przez ekspozycję limfocytów T na antygen pod nieobecność odpowiednich sygnałów stymulujących odpowiedź immunologiczną. Komórki znajdujące się w stanie takiej anergii nie giną, ale nie są w stanie odpowiadać na antygeny.
Istnieją dwa główne mechanizmy anergizacji limfocytów T. Są to zablokowanie sygnału pochodzącego z kompleksu TCR i dostarczenie sygnałów hamujących poprzez inne receptory. Zablokowanie sygnału może odbywać się przez ubikwitynację. Dostarczenie sygnałów hamujących odbywa się zaś m.in. za pośrednictwem antygenu CTLA-4 (CD-152). Antygen ten ma wysokie powinowactwo do białka B7, wyższe niż CD-28, czyli antygen, który bierze udział w normalnej reakcji odpornościowej. Badania wykazują, że komórki podczas infekcji powodują większą produkcję białka B7, co umożliwia wykorzystanie antygenów CD-28, prowadząc do odpowiedzi; natomiast gdy limfocyt T połączy się ze zdrową komórką, nieposiadającą dużych ilości białka B7, wszystkie te białka łączą się tylko z CTLA-4. Stanowi to sygnał dla limfocytu T aby wyłączyć ekspresję genów i przejść w stan anergii.
Dowodem na wagę procesu anergii w zaprzestaniu odpowiedzi immunologicznej na własne tkanki jest fakt, że mutacje w genie CTLA4 są związane z wieloma chorobami autoimmunologicznymi, takimi jak cukrzyca typu I, choroba Gravesa-Basedowa, zapalenie tarczycy Hashimoto czy celiakia.